# Pierre Cornue
La Pierre Cornue est un menhir situé sur le territoire de la commune de Condé-sur-Ifs dans le département du Calvados. 

## Description
Le menhir est constitué d'un monolithe en poudingue d'origine locale. Il doit son nom à sa forme particulière : il est surmonté de deux pointes dont l'une est brisée. Deux pierres gisantes dans un champ voisin, signalées en 1833 par Arcisse de Caumont, constituaient peut-être avec la Pierre Cornue un alignement orienté du nord au sud.
Le menhir fait l’objet d’un classement au titre des monuments historiques depuis 1889.

## Légende
Selon la légende, au premier chant du coq, à minuit, la pierre s'ébranle et descend vers la grande fontaine, située à quelque distance, ou bien au bord du Laizon, pour s'y désaltérer.